# 잔인함의 4단계

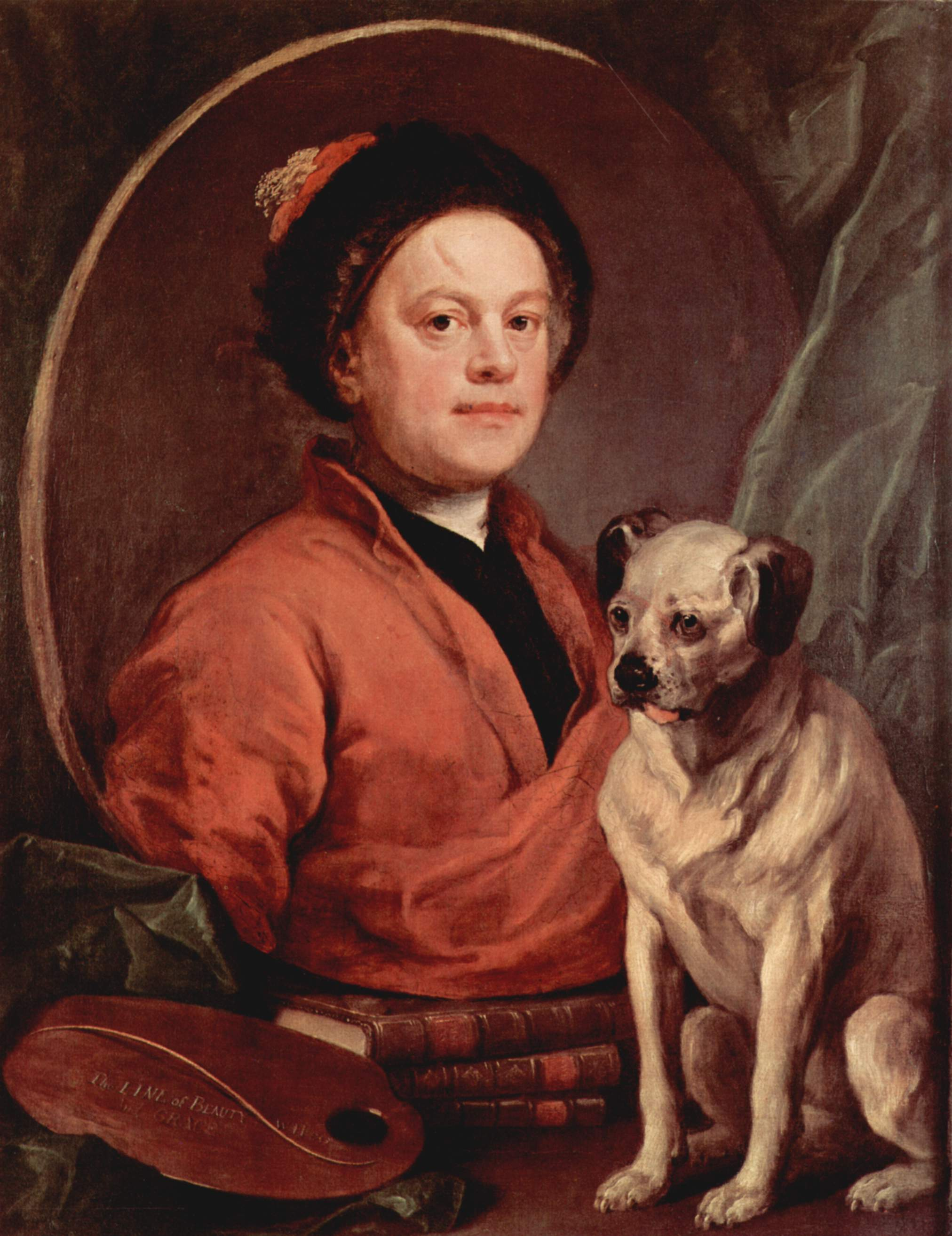
윌리엄 호가스

잔인함의 4단계(The Four Stages of Cruelty)는 영국 예술가 윌리엄 호가스가 1751년에 출판한 4개의 판화 시리즈이다. 각 판화는 가상의 톰 네로(Tom Nero)의 삶의 다른 단계를 묘사한다.
네로는 어린 시절의 잔인함의 1단계에서 개를 고문하는 것을 시작으로 잔인함의 두 번째 단계에서 사람이 말을 때리는 단계로 발전하고, 이어서 잔인함의 완벽함 속에서 강도, 유혹, 살인으로 나아간다. 마지막으로, 잔인함에 대한 보상에서 그는 호가스가 경고한 대로 네로가 따랐던 길을 시작한 사람들의 피할 수 없는 운명을 받는다. 그의 시신은 살인자로 처형된 후 교수대에서 꺼내어 해부학 극장에서 외과의사에 의해 절단된다.
인쇄물은 도덕적 교육의 한 형태로 의도되었다. 호가스는 런던 거리에서 목격한 일상적인 잔인한 행위에 실망했다. 값싼 종이에 인쇄된 인쇄물은 하층 계층을 대상으로 했다. 이 시리즈는 호가스의 다른 작품에서 흔히 볼 수 있는 재미있는 터치에 의해 완화되지 않는 거친 실행과 잔인성을 보여 주지만 그는 의도한 청중에게 자신의 메시지를 감동시키는 데 필요하다고 느꼈다. 그럼에도 불구하고 그림에는 여전히 호가스의 특징인 풍부한 세부 묘사와 미묘한 참조가 담겨 있다.